# C13H12N4O
化学式C13H12N4O（摩尔质量：240.26 g/mol）可能指：
- 1,5-二苯基卡巴腙，CAS号：119295-41-9 ，不区分ZE异构CAS号：538-62-5
- 伊马唑啶（伊马唑旦，咪苯嗪酮），CAS号：84243-58-3

|  | 这个同类索引页列出了具有相同分子式的化学物（即同分異構體）条目。 除非您是有意链接至本页，否则应将相应条目的内部链接指向正确的条目。 |